# Espectrometria de masses per plasma d'acoblament inductiu

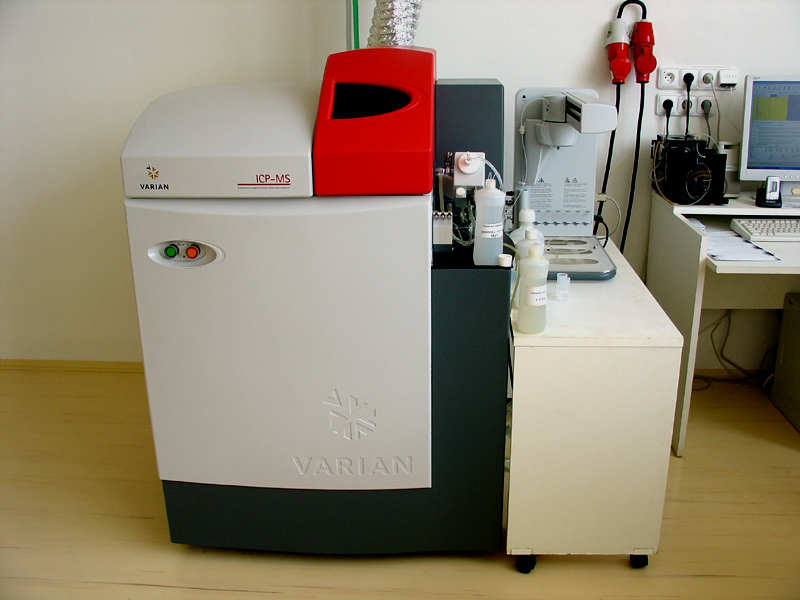
Instrument de laboratori ICP-MS.

L'espectrometria de masses per plasma d'acoblament inductiu (ICP-MS, de l'anglès Inductively Coupled Plasma - Mass Spectrometry), és una tècnica d'anàlisi instrumental que permet la detecció i quantificació de la major part d'elements (metalls i alguns no-metalls) a concentracions que poden estar per sota de la part per bilió (1012) (equivalent a l'anglesa part per trillion o ppt). Es basa en l'ús d'una torxa de plasma com un mètode per produir ions (ionització) que posteriorment són separats i detectats amb un espectròmetre de massa.
És una tècnica d'anàlisi qualitativa i quantitativa
Aquest mètode té els avantatges d'alta rapidesa, precisió i sensibilitat comparat amb les tècniques de l'espectroscòpia d'absorció atòmica.
Té més aplicacions que la tècnica de ICP-OES i inclou l'especiació isotòpica. Per la seva possible aplicació en tecnologia nuclear el maquinari està subjecte a normes d'exportació especials.

## Components

### Introducció de la mostra
Per a mostres líquides, la forma més comuna d'introduir-la és mitjançant l'ús d'un nebulitzador, que converteix els líquids en un aerosol. Normalment, aquest aerosol és tractat per tal de seleccionar-ne les gotes de diàmetre més petit, de manera que tan sols entre un 2 i un 5% de la mostra inicial acaba arribant al plasma.
Per a mostres sòlides es poden emprar tècniques com l'ablació làser.

### Torxa de plasma
És un plasma que conté suficient concentració d'ions i electrons per a fer elèctricament conductor el gas. El plasma usat en anàlisi espectroquímica són essencialment neutres elèctricament, amb cada càrrega positiva en un anió equilibrada per un electró lliure.

### Espectròmetre de masses
Per l'acoblament a un espectròmetre de massa els ions del plasma s'extreuen fins a un espectròmetre de massa. La concentració d'una mostra es pot determinar a través de calibratges amb un material de referència certificat.

## Quantificació de proteïnes i biomolècules mitjançant ICP-MS
Es pot usar ICP-MS combinat amb separació per cromatografia i electroforesi per identificar i quantificar les metal·loproteïnes (proteïnes que contenen un cofactor metàl·lic) en biofluids. També es pot analitzar l'estatus de fosforilació de les proteïnes.

## Ús
La tècnica ICP-MS es fa servir en medicina, especialment en toxicologia, ja que es poden detectar enverinaments per metalls pesants, problemes metabòlics i hepatològics. També es poden analitzar aigües i sòls. Es fan anàlisi en les indústries per detectar contaminació que puguin afectar els treballadors (les mostres poden ser de sang o orina)